# Bibliotheek (tramhalte)
Bibliotheek is een tramhalte in Zwijnaarde, een deelgemeente van Gent, en de westelijke eindhalte van lijn T3 van de Gentse tram. De halte ligt aan de bibliotheek van Zwijnaarde.
Tot 2016 reed de tram niet verder dan de brug over de Ringvaart. In 2013 werd gestart met de aanleg van een verlenging tot in het centrum van Zwijnaarde. De nieuwe halte Bibliotheek werd in november 2016 geopend.